# راکوفسکی (شهر)
راکوفسکی (به بلغاری: Раковски) شهری در استان پلوودیو کشور بلغارستان است که جمعیت آن در سال ۲۰۰۱ میلادی ۱۶٬۱۸۴ نفر بوده‌است.